# ムィハーイリウカ (オブーヒウ地区)
ムィハーイリウカ（ウクライナ語: Михайлівка；意訳：「ムハイール村」）は、ウクライナのキエフ州オブーヒウ地区にある村。1908年に創建された。面積は約1.5km²（2005年）。人口は301人（2005年）。古名はノヴォムィハーイリウカ（Ново-Михайлівка；意訳：「新ムハイール村」）。
2020年7月まではボフスラーウ地区に属していたが、ウクライナ最高議会による地方自治体の行政区画改革によってボフスラーウ地区が廃止されたことに伴い、ムィハーイリウカはオブーヒウ地区へ編入された。